# Callicosta ramosissima
Callicosta ramosissima là một loài rêu trong họ Daltoniaceae. Loài này được Mitt. Crosby mô tả khoa học đầu tiên năm 1978.